# Джейд Хсу
Джейд Хсу (англ. Jade Hsu, род. 23 июля 1981, Шарлотт, Северная Каролина) — американская порноактриса, член зала славы Urban X Award.

## Биография
Родилась 23 июля 1981 года в городе Шарлотт (Северная Каролина), выросла там же. Имеет корейские и индейские корни. В порноиндустрии дебютировала в 1999 или 2000 году, в возрасте около 19 лет. Снималась для таких студий, как 4-Play Video, Adam & Eve, ALS Scan, Elegant Angel, Evil Angel, Metro, Sin City, Wildlife и других. Также выступала как модель для журналов Playboy, Penthouse и Hustler.
В 2011 году была включена в Зал славы Urban X Award.
Ушла из индустрии в 2014 году, снявшись в 114 фильмах.

## Награды
- 2011 — включена в Зал славы Urban X Award[6]

## Избранная фильмография
- Rub the Muff 2 (2001)
- Undressed and Oversexed (2004)